# Ildjarn
Ildjarn var ett black metal/ambient band från Norge som grundades år 1992, efter att bandet Thou Shalt Suffer splittrades. Ildjarn bestod egentligen bara av en medlem, Vidar Våer, men denne har samarbetat en del med Nidhogg. Ihsahn och Samoth (båda kända från Emperor) bistod som session-musiker i Ildjarns begynnelse. Hardangervidda del 1 och 2 spelades in 1997 (under namnet Ildjarn-Nidhogg) och är Ildjarns sista inspelning. Projektet avslutades officiellt när Ildjarn is Dead släpptes hösten 2005. 
Förutom Thou Shalt Suffer, var Våer med i Sort Vokter, tillsammans med Nidhogg och två andra musiker. Sort Vokter släppte bara ett album. Ryktena om att de gjorde en demo är osanna.

## Medlemmar
Senaste medlemmar
- Ildjarn (Vidar Vaaer) – sång, elgitarr, basgitarr, trummor, synthesizer (1992–2005)

Tidigare medlemmar
- Nidhogg – keyboard, sång

Bidragande musiker
- Nidhogg – sång, keyboard, trummor, programmering
- Samoth (Tomas Thormodsæter Haugen) – sång
- Ihsahn (Vegard Sverre Tveitan) – sång

## Diskografi
Demo
- 1992 – Unknown Truths
- 1992 – Seven Harmonies of Unknown Truths
- 1993 – Ildjarn
- 1994 – Minnesjord

Studioalbum
- 1995 – Ildjarn
- 1996 – Landscapes
- 1996 – Strength and Anger
- 1996 – Forest Poetry

EP
- 2001 – Son of the Northstar
- 2004 – Minnesjord - The Dark Soil
- 2004 – Nocturnal Visions
- 2005 – Ildjarn 93

Samlingsalbum
- 1995 – Det frysende nordariket
- 2002 – 1992-1995
- 2005 – Ildjarn is Dead
- 2012 – Rarities

Annat
- 2013 – Those Once Mighty Fallen (delad album: Ildjarn / Hate Forest)

Som Ildjarn-Nidhogg
- 1993 – Norse (EP)
- 1996 – Svartfråd (EP)
- 2002 – Hardangervidda (studioalbum)
- 2002 – Hardangervidda part 2 (EP)
- 2003 – Ildjarn-Nidhogg (samlingsalbum)